# Конгломерат (економіка)
Конгломера́т (від лат. Conglomerates — такий, що накопичився, зібраний) — юридична особа, до складу якої входять компанії, що здійснюють підприємницьку діяльність у різноманітних галузях економіки. Конгломерати в основному притаманні ринкам, що розвиваються (наприклад, країни БРІК), а також багатопрофільним компаніям.
Як правило, конгломерати утворюються шляхом поглинання великою компанією кількох десятків малих і середніх фірм різних галузей і сфер діяльності, не мають між собою виробничих, збутових чи інших функціональних зв'язків.
Конгломерати є публічними компаніями, акції яких торгуються на фондових біржах (LSE, NYSE).
Акції конгломерату, як правило, торгуються з дисконтом до чистої вартості їх активів (NAV, net asset value).
Однією з найвідоміших компаній-конгломератів є General Electric.